# Friedl Haerlin

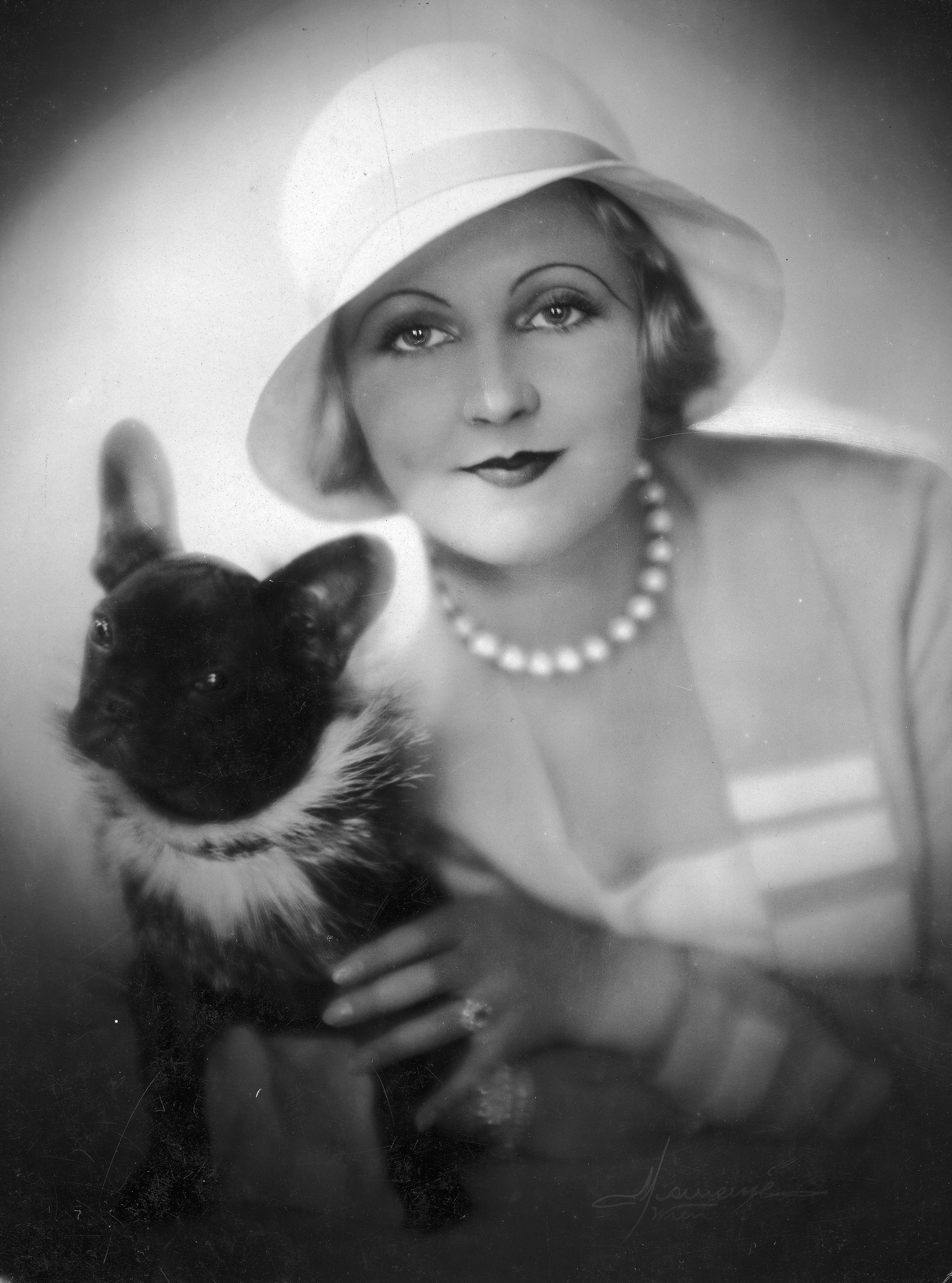
Friedl Haerlin

Friedl Haerlin, eigentlich Friederike Haerlin (* 29. Dezember 1901 in Gauting; † 17. April 1981 ebenda), war eine deutsche Schauspielerin.

## Leben

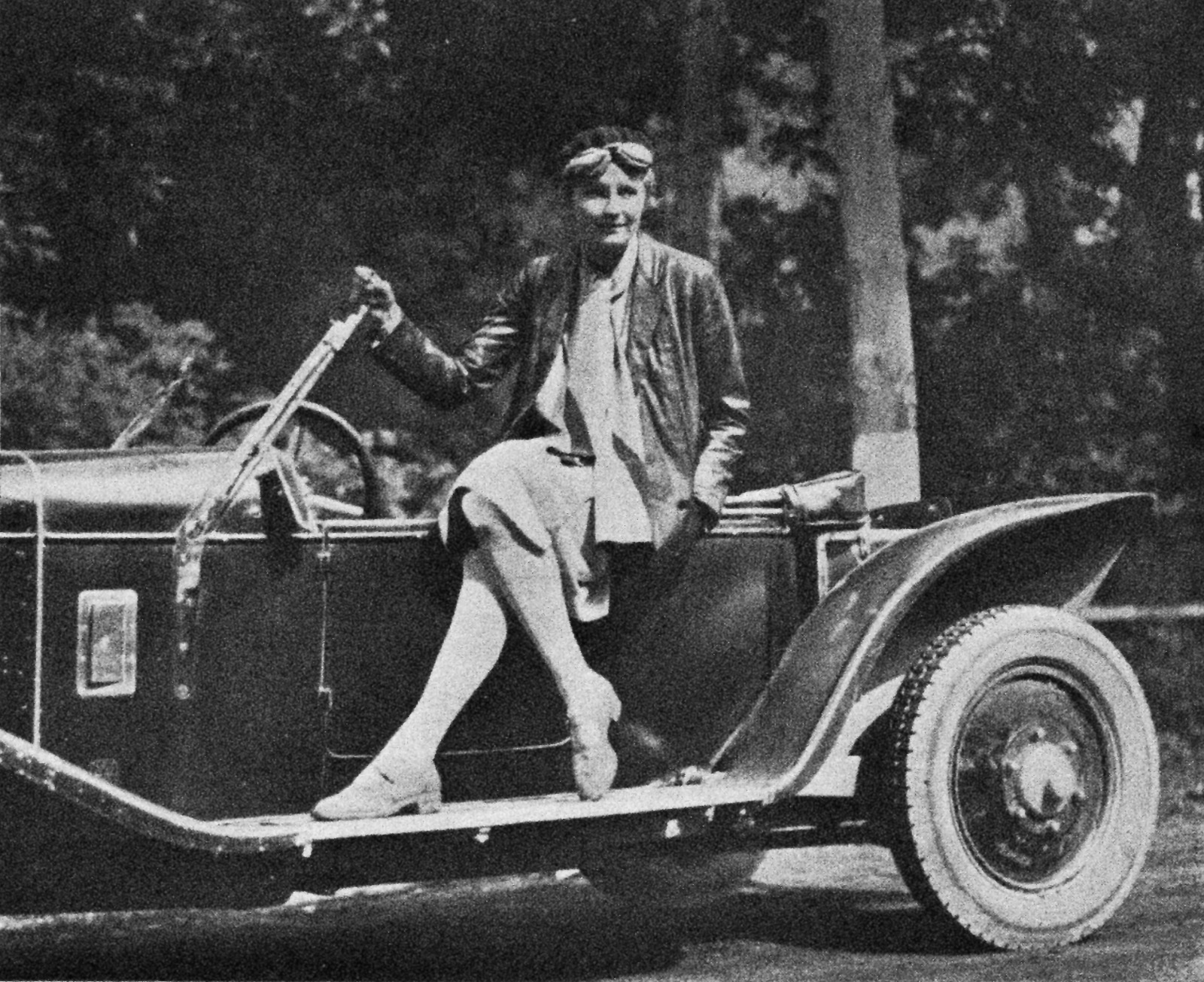
Friedl Haerlin beim Semmering-Rennen 1929, Foto von Carl Zapletal

Friedl Haerlin verbrachte ihre Jugend auf Schloss Fußberg, dem Wohnsitz ihrer Eltern, die gleich nebenan die Papierfabrik Gauting Dr. Haerlin & Söhne OHG betrieben. Sie studierte nach dem Ende des Ersten Weltkrieges in München Theaterwissenschaft, erhielt Schauspielunterricht und debütierte 1921 an den Münchner Kammerspielen in Nestroys Einen Jux will er sich machen. Zusammen mit Albert Bassermann nahm sie an verschiedenen Tourneen teil und gehörte 1924 zu der ersten deutschen Schauspielertruppe, die seit 1918 wieder in Straßburg auftreten durfte. Weitere Bühnenstationen Friedl Haerlins waren das Schauspielhaus Zürich, in Wien das Burgtheater, das Theater in der Josefstadt und das Deutsche Volkstheater. Seit August 1930 stand sie in Berlin am Theater am Kurfürstendamm, am Renaissance-Theater und an der Komödie auf der Bühne.
Sofern es ihre Zeit erlaubte, betätigte sich Friedl Haerlin leidenschaftlich als Rennfahrerin. Sie stellte 1929 beim Semmering-Rennen einen Damenrekord auf.
Die elegante Schauspielerin wirkte in den 1930er Jahren in zahlreichen deutschen Filmkomödien mit, seltener in Produktionen mit dramatischem Inhalt. In dem Spielfilm Die Lokomotivenbraut verkörperte sie die Titelfigur. Nach dem Zweiten Weltkrieg stand sie wieder auf der Bühne, gastierte beispielsweise mit Gustav Diessl in Der Blaufuchs. Als sie kaum mehr berücksichtigt wurde, wanderte sie nach Peru aus, verbrachte aber ihre letzten Lebensjahre in ihrer Heimatgemeinde Gauting.

## Filmografie (Auswahl)
- 1925: Der Schuß im Pavillon
- 1927: Hotel Erzherzogin Viktoria (Seine Hoheit, der Eintänzer)
- 1930: Das gestohlene Gesicht
- 1930: Königin einer Nacht
- 1931: Der Mann, der den Mord beging
- 1931: Der Tanzhusar
- 1932: Wehe, wenn er losgelassen
- 1932: Kavaliere vom Kurfürstendamm
- 1933: Lachende Erben
- 1934: Csibi, der Fratz
- 1935: Der stählerne Strahl
- 1935: Großreinemachen
- 1936: Die Lokomotivenbraut
- 1936: Die letzten Grüße von Marie
- 1936: Auf eigene Faust
- 1936: Der Herr Papa
- 1936: Hilde und die 4 PS
- 1936: Eine Frau ohne Bedeutung
- 1937: Und du mein Schatz fährst mit
- 1937: Man spricht über Jacqueline
- 1937: Manege
- 1937: Das Schweigen im Walde
- 1937: Stimme des Blutes
- 1937: Pat und Patachon im Paradies
- 1937: Hahn im Korb
- 1937: Vom Regen in die Traufe
- 1938: Stärker als die Liebe
- 1938: Die Brillanten der Moranows
- 1938: Das Protektionskind
- 1939: Leinen aus Irland
- 1940: Die 3 Codonas
- 1940: Kora Terry
- 1940: Rosen in Tirol
- 1940: Aus erster Ehe
- 1941: Clarissa
- 1944/49: Wiener Mädeln